# Ariamnes patersoniensis
Ariamnes patersoniensis là một loài nhện trong họ Theridiidae.
Loài này thuộc chi Ariamnes. Ariamnes patersoniensis được Vernon Victor Hickman miêu tả năm 1927.